# Klinksjön
Klinksjön är en sjö i Dorotea kommun och Vilhelmina kommun i Lappland och ingår i Ångermanälvens huvudavrinningsområde. Sjön har en area på 0,124 kvadratkilometer och ligger 681 meter över havet. Klinksjön ligger i Blaikfjället Natura 2000-område.

## Delavrinningsområde
Klinksjön ingår i det delavrinningsområde (715931-151835) som SMHI kallar för Utloppet av Klinksjön. Medelhöjden är 688 meter över havet och ytan är 1,14 kvadratkilometer. Det finns inga avrinningsområden uppströms utan avrinningsområdet är högsta punkten. Väster-storbäcken som avvattnar avrinningsområdet har biflödesordning 5, vilket innebär att vattnet flödar genom totalt 5 vattendrag innan det når havet efter 256 kilometer. Avrinningsområdet består mestadels av skog (14 procent) och sankmarker (75 procent). Avrinningsområdet har 0,12 kvadratkilometer vattenytor vilket ger det en sjöprocent på 10,8 procent.